# Biel-Benken
Biel-Benken es una comuna suiza del cantón de Basilea-Campiña, situada en el distrito de Arlesheim. Limita al norte con la comuna de Neuwiller (FRA-68), al noreste con Oberwil, al sureste con Therwil, al sur con Witterswil (SO) y Bättwil (SO), y al oeste con Leymen (FRA-68).